# San Antonio, Departamento de Yoro
San Antonio är en ort i Honduras.   Den ligger i departementet Departamento de Yoro, i den centrala delen av landet, 140 km norr om huvudstaden Tegucigalpa. San Antonio ligger 577 meter över havet och antalet invånare är 1 711.
Terrängen runt San Antonio är huvudsakligen kuperad. San Antonio ligger nere i en dal. Runt San Antonio är det glesbefolkat, med 15 invånare per kvadratkilometer. Närmaste större samhälle är San José, 2,6 km sydväst om San Antonio. 